# Extinció del neandertal
L'extinció del neandertal es refereix a la desaparició sobtada de neandertals durant el temps en el qual els humans moderns començaren a emergir a Euràsia.
Des del descobriment de restes de neandertals, el lloc del neandertal en l'arbre familiar humà i la seua relació amb els humans moderns han estat debatuts. A temps diferents, han estat classificats com a espècie separada (Homo neanderthalensis) i com a subespècie (Homo sapiens neanderthalensis).
Al 2014, un equip de recerca sobre una nova anàlisi de 40 llocs d'Europa occidental conclou que els neandertals van morir fa 40 mil·lennis. Aquesta data, molt més primerenca que estimacions anteriors, s'establí amb mètodes millorats de datació per radiocarboni. Els investigadors volen ampliar l'estudi a llocs d'Europa oriental i Sibèria, on els neandertals pogueren sobreviure més temps.
Les hipòtesis sobre el destí dels neandertals inclouen una falla o incapacitat d'adaptar-se a canvis de clima, exclusió competitiva, o extinció per invasió dels humans anatòmicament moderns, que arribaren a Europa molt de temps després que els neandertals s'hi establiren. La hibridació de neandertals amb poblacions humanes modernes primerenques també s'ha considerat com una hipòtesi viable. Alguna hibridació tingué lloc a Àsia occidental fa 50 a 60 mil·lennis, quan es va evidenciar que de l'1 al 4% del material genòmic el tenen hui persones vives no africanes.

## Coexistència abans de l'extinció
La nova evidència acurta el període en què tots dos -neandertals i humans moderns- coexistien a Europa fa 50.000 anys. La durada d'aquest període és incerta. Hi ha evidència que els humans moderns arribaren a Europa en algun moment entre 45.000 i 43.000 anys enrere. La nova evidència, basada en conclusions de datacions millorades de carboni radioactiu, indiquen que els neandertals s'extingiren fa 24 mil·lennis, la qual cosa fa menys precises les datacions antigues que indicaven que els neandertals podien haver viscut tan recentment com fa 24 mil·lennis en refugis a la costa sud de la península Ibèrica, o a la cova de Gorham. S'ha suggerit la interestratificació de neandertals i humans moderns, però encara es debat.

## Extinció ràpida per violència
Jared Diamond ha suggerit un escenari de conflictes violents comparable als genocidis soferts per indígenes en la història humana recent.

## Ràpida extinció per paràsits i patògens
Una altra possibilitat presentada per Diamond i altres, paral·lelament a la història colonialista, podria ser una gran sensibilitat dels neandertals envers els patògens introduïts per l'humà de Cromanyó. Diamond argumenta que l'asimetria en la susceptibilitat als patògens és una conseqüència dels diferents estils de vida.
Una pandèmia generalment té una mortalitat limitada a causa que el patogen necessita un hoste per poder disseminar-se. Si dues espècies són semblants i viuen braç a braç, llavors la supervivència d'una espècie es converteix en menys important per al patogen, i al final tindrà tres sortides: divergència, intercanvi de gens, o extinció.

## Substitució competitiva
També un lleuger avantatge competitiu per part dels humans moderns explicaria el reemplaçament dels neandertals per aquests darrers en una escala de temps de 10.000 a 20.000 anys. La interpretació de la genètica de les poblacions humanes actuals, complementada amb l'anàlisi de l'ADN fòssil extret de l'Home de Neandertal i dels primers humans, explica que els homo sàpiens, una espècie colonitzadora de fora d'Europa va poder competir amb èxit amb els neandertals locals degut a les seves habilitats cognitives i comunicatives superiors, que podrien haver conferit un avantatge competitiu als humans moderns, reemplaçant-los en l'hàbitat. El nombre limitat de llinatges d'ADNmt entre poblacions no africanes vivents és coherent amb un model de dispersió ràpida, inicialment cap a l'est, fora d'Àfrica i, posteriorment, cap al nord, cap a l'interior euroasiàtic. Els resultats obtinguts a partir de la reconstrucció contínua del genoma neandertal indiquen un patró distintiu que no es pot trobar entre els humans vius i suggereix un intercanvi genètic mínim entre els dos tàxons.
La teoria que els primers humans van reemplaçar violentament als neandertals fou primer proposada pel paleontòleg francés Marcellin Boule (la primera persona que publicà una anàlisi d'un neandertal) el 1912.
Un altre partidari de la teoria del reemplaçament competitiu és Jared Diamond, que puntualitza en The Third Chimpanzee que el reemplaçament per genocidi de neandertals per l'humà modern és semblant als patrons de comportament moderns que es produeixen cada vegada que persones amb tecnologia avançada envaeixen el territori de persones menys avançades.

### Divisió de treball
El 2006, dos antropòlegs de la Universitat d'Arizona proposaren una explicació nova per a la defunció del neandertal. En un article titulat "Què fa una mare? La divisió de treball entre neandertals i humans moderns a Euràsia", teoritzen que el neandertal així com l'Homo sapiens del paleolític mitjà no feren divisió de treball entre sexes. Segons aquesta hipòtesi, mascle i femella neandertals participaven en l'ocupació principal, la caça d'animals grossos que va florir a Europa en l'edat de gel, com bisons, cérvols, gaseles i cavalls salvatges. Aquesta hipòtesi proposa que el neandertal manca d'una relativa divisió de treball que resultava de l'extracció pobra de recursos de l'entorn —comparat amb l'Homo sapiens— i contribuí a la seua extinció.

### Diferències anatòmiques i capacitat de córrer
Alguns investigadors, incloent Karen L. Steudel de la Universitat de Wisconsin, han proposat que els neandertals tenien extremitats més curtes i rabassudes que les dels humans moderns, i a causa d'altres diferències anatòmiques en les extremitats. La raó principal per la qual el neandertal no va ser capaç de sobreviure estaria relacionada amb el fet que no podrien córrer tan ràpidament com els humans moderns, i requeririen 30% més d'energia que els humans moderns per córrer o caminar.
En un estudi recent, els investigadors Martin Hora i Vladimir Sladek de la Universitat Carolina de Praga mostraren que la configuració de les extremitats inferiors del neandertal, particularment la combinació de genolls robusts, talons llargs i extremitats més curtes, augmentà l'avantatge mecànic eficaç dels seus extensors dels genolls i turmells, per això reduïa significativament la força necessària i l'energia gastada per a la locomoció. El cost de caminar del neandertal s'estima ara un 8–12% més alt que el cost de l'humà anatòmicament modern, mentre que el cost per a la dona neandertal es considera virtualment igual al de la dona anatòmicament moderna.

### Avantatges dels humans moderns en la caça d'animals de clima temperat
Pat Shipman, de la Universitat Estatal de Pennsilvània als Estats Units, argumenta que la domesticació del gos donà als humans moderns un avantatge quan caçaven. Les restes més antigues de gossos domesticats s'han trobat a Bèlgica (31700 ae) i a Sibèria (33000 ae). Un estudi d'assentaments primerencs d'humans moderns i neandertals amb restes de fauna a l'actual estat espanyol, Portugal i França proporcionaren una visió general de què menjaven els humans moderns i els neandertals. El conill era cada vegada més freqüent, mentre que els mamífers grans -aliment sobretot dels neandertals- esdevenien cada vegada més rars. El 2013, proves d'ADN del "gos d'Altai" en unes restes d'un gos del Paleolític de la cova de Razboinichya, al Massís de l'Altai, han relacionat aquest gos de 33.000 anys amb el llinatge actual de Canis lupus familiaris.

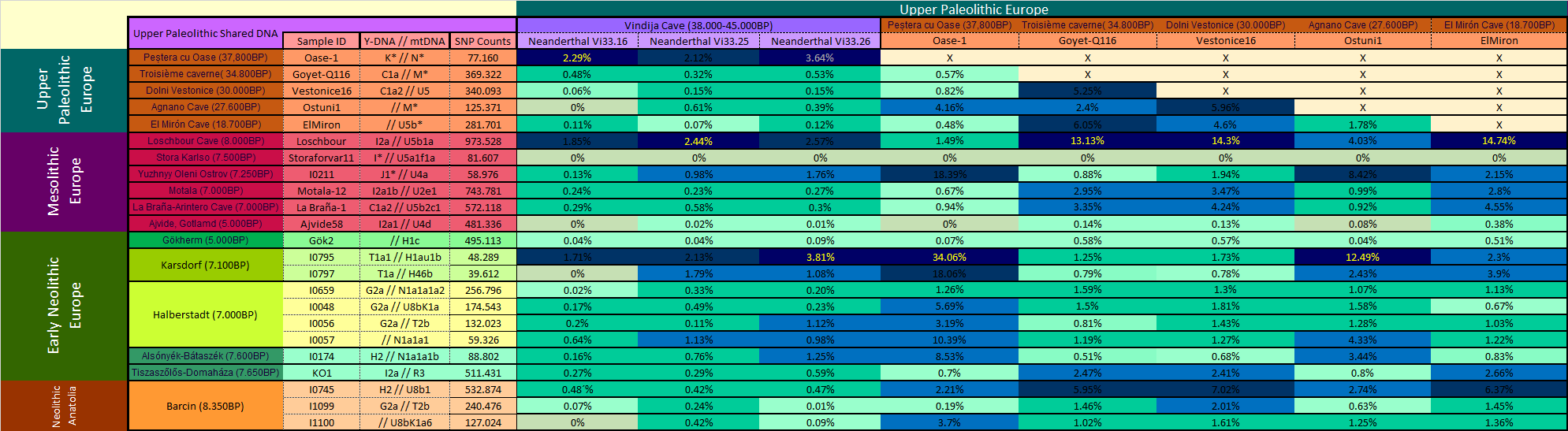
Comparació d'ADN de Neanderthales (SharedDNA)

## Hibridació
Una alternativa a l'extinció és que els neandertals foren absorbits dins de la població del Cromanyó per hibridació. Això seria contrari a les versions estrictes de l'origen africà recent, ja que implicaria que almenys part del genoma dels europeus descendiria de neandertals, que deixaren Àfrica almenys fa 350.000 anys.
Alguns paleoantropòlegs han argumentat que la transició representa una substitució relativament senzilla d'un tàxon d'hominina per un altre, i defensen que els neandertals no van fer cap contribució genètica o cultural significativa a la població humana que habitava Europa fa 30.000 anys.
Un dels proponents de la hipòtesi d'hibridació és Erik Trinkaus de la Universitat de Washington. Trinkaus considera diversos fòssils com d'individus híbrids, incloent-hi el "nen de Lagar Velho", un esquelet trobat al Lagar Velho, a Portugal.
En una publicació del 2006, de què Trinkaus és coautor, els fòssils trobats el 1952 a la cova de Pestera Muierii, Romania, els considera també híbrids.
Estudis genètics indiquen alguna forma d'hibridació entre humans arcaics i humans moderns, que hauria tingut lloc després que els humans moderns se n'anaren d'Àfrica. Un 1 a 4 per cent de l'ADN en europeus i asiàtics (p. ex. francés, xinés i papuà) és no modern, i compartit amb l'antic ADN neandertal més que amb l'africà subsaharià (p. ex. Yoruba i San).
S'ha publicat troballes d'humans moderns a l'abric de Lagar Velho, Portugal, que presumptament presenten mescles amb neandertal. Així i tot, la interpretació de l'espècimen portugués és discutida.
Jordan, en el seu treball Neanderthal, assenyala que sense cap hibridació, certes característiques en alguns cranis moderns d'herència Cromanyó de l'est d'Europa són difícils d'explicar. En un altre estudi, alguns investigadors han trobat recentment a Pestera Muierilor, Romania, restes d'humans europeus de fa 30.000 anys que tenien característiques diagnosticades com anatòmicament "modernes", però també algunes característiques neandertals no presents en humans moderns ancestrals d'Àfrica, incloent una gran protuberància rere del crani, una projecció més prominent al voltant de la junta del colze, i un casquet estret en la junta de l'espatlla. Una anàlisi de l'espatlla d'un esquelet d'aquests humans, com els neandertals, demostra que no tenien capacitat total de propulsar llances.
Una anàlisi d'un primer esborrany del genoma neandertal per Richard I. de l'Institut Max Planck d'Antropologia Evolutiva de Leipzig, Alemanya, publicat al maig de 2010, indica que aquesta hibridació va ser possible: "Els que vivim fora d'Àfrica portem una mica d'ADN neandertal en nosaltres", va dir Svante Pääbo, que va dirigir l'estudi. "La proporció de material genètic neandertal heretat és aproximadament de l'1 al 4%. És una petita però molt real proporció d'ascendència en no africans hui," diu el Dr. David Reich d'Harvard Medical School a Boston, que va treballar en l'estudi. Aquesta recerca comparà el genoma del neandertal amb cinc humans moderns de la Xina, França, Àfrica subsahariana, Àfrica, i Papua Nova Guinea. La troballa és que aproximadament 1 a 4 per cent dels gens de no africans prové de neandertals. Això indica un flux de gens neandertals cap a humans moderns, és a dir, hibridació entre les dues poblacions. Quan els tres genomes no africans han mostrat una proporció semblant de seqüències neandertals, la hibridació degué ocórrer primerencament en la migració d'humans moderns fora d'Àfrica, potser a l'Orient Mitjà. Una quantitat molt limitada d'hibridació podria explicar les troballes, si aquestes ocorregueren prou d'hora en el procés de colonització.
Malgrat que algunes poblacions d'humans moderns comparteixen algun ADN nuclear amb l'extint neandertal, les dues espècies no comparteixen cap ADN mitocondrial, el qual en primats sempre es transmet matrilinealment. Aquesta observació ha incitat la hipòtesi que mentre la hibridació de femelles humanes modernes amb mascles neandertals era capaç de generar descendència fèrtil, la progènie de femelles neandertals amb mascles humans moderns era rara, absent o estèril (en línia amb la regla d'Haldane).
Mentre la hibridació és vista com la interpretació més simple dels descobriments genètics, els autors assenyalen que no poden descartar completament un escenari alternatiu, en el qual la població d'origen d'humans moderns no africans estava ja més properament relacionada amb els neandertals del que estaven altres africans, a causa de les antigues divisions genètiques dins d'Àfrica.
Entre els gens que es mostren diferents entre els humans actuals i els neandertals hi ha RPTN, SPAG17, PUEDE15, TTF1 i PCD16.

## Canvi de clima
Els neandertals van passar per una crisi demogràfica a Europa occidental que sembla coincidir amb un període de fred extrem. "El fet que els neandertals a Europa Occidental quasi s'estingiren, però després es recuperaren molt abans d'entrar en contacte amb els humans moderns, és una gran sorpresa per a nosaltres," va dir Love Dalén, professor associat del Museu Suec d'Història Natural d'Estocolm. Si és així, això indicaria que els neandertals poden haver estat molt sensibles a canvis de clima. Però, no justifica que el clima no va ser l'únic, ni el principal motiu de la seva extinció.
Els neandertals van viure al Pròxim Orient durant 40.000 anys, això prova que eren capaços de sortir-se'n en climes càlids. 
Els últims llocs on van sobreviure va ser el sud de la península Ibèrica i el sud d'Itàlia.
Encara que es creu que els neandertals usaven roba, s'ha proposat la seua manca d'adaptació dels mètodes de caça com a causa de la seua extinció quan Europa passà a ser una estepa amb escassa vegetació i un semidesert durant l'última edat de gel. Requerien més energia per moure's i caçar que els humans moderns, i per això degueren ser més susceptibles a la manca de menjar disponible arran del canvi de clima.
L'erupció ignimbrítica de la Campània, als Camps Flegreus, amb un Índex d'explosibilitat volcànica de 7 està datada fa uns 37.000 anys, i coincideix amb un conjunt de canvis bioculturals que inclouen la transició cultural del Paleolític mitjà al superior i la substitució de les poblacions neandertals per l'homo sapiens anatòmicament modern, un tema de debat sostingut. L'erupció pogué contribuir a la disminució dels neandertals en reduir el seu subministrament alimentari. Uns estudis de capes de sediment a la cova de Mezmaiskaia suggereixen una reducció severa de pol·len. El dany cap a la vida vegetal hauria conduït a un declivi corresponent en mamífers herbívors que eren caçats pels neandertals.

## Cerebel més petit
Les diferències entre el cervell dels humans moderns i els neandertals pogueren influir en la seua encara desconeguda extinció. Investigadors japonesos defensen que les diferències anatòmiques entre el cervell de tots dos grups pogueren influir considerablement en el procés d'extinció perquè encara que tenien les mateixes eines, tenien un cervell similar i tenien un llenguatge, el cervell dels neandertals és de majors dimensions que el de l'humà anatòmicament modern, però el seu cerebel era menor. El cerebel se situa a la part més propera de la columna vertebral, i és l'encarregat de regular les activitats relacionades amb el moviment o l'equilibri. A més, també està relacionat amb funcions tals com la concentració, desenvolupament de la memòria, aprenentatge, i fins i tot el processament del llenguatge, per la qual cosa pogué marcar importants diferències en el procés d'extinció. Tenir un cerebel més petit porta a pensar que els neandertals pogueren tenir capacitats cognitives menys evolucionades que els humans moderns, i un menor desenvolupament de la socialització. Tot això serví als Homo sapiens per adaptar-se millor als canvis de l'entorn i augmentar les possibilitats de supervivència en comparació amb els neandertals, que no pogueren escapar de l'extinció.

## Infeccions
És possible que els sapiens fossin portadors d'alguna infecció, possiblement d'origen africà, contra el qual ells estan immunitzats. Si els Homo sapiens siguin portadors d'una infecció, podria provocar la mort dels neandertals, a partir del moment en què les dues espècies entren en contacte.
És probable que mantinguessin una distància de seguretat, per evitar infectar-se. Aquesta distància, explicaria un fet que sí que va passar i que va contribuir a l'extinció dels neandertals.

## Fertilitat
Una de les causes sobre l'extinció dels neandertals pot haver sigut a causa de la fertilitat.
Els sapiens van començar, a ocupar les valls més fèrtils i els neandertals a causa de l'ocupació, van quedar arraconats en territoris pobres.
Es van veure progressivament privats d'aliments, que va causar una dolenta nutrició per a ells. La seva població va començar a declinar i la dels Homo sapiens es va disparar.

## Erupció volcànica
Després de la troballa d'evidències d'una erupció volcànica a la cova de Mezmaikasia, al sud de Rússia, datades de fa uns 40.000 anys, alguns investigadors situen aquesta catàstrofe com una causa probable de l'extinció dels neandertals.
La catàstrofe no sols afecta els nínxols ecològics neandertals, sinó que va conduir a una massiva despoblació. A més, és molt probable que es produïra un canvi climàtic significatiu, com evidencien les capes geològiques de cendra que indiquen una reducció severa en les concentracions de pol·len, la qual cosa suposaria un canvi a un clima més fresc i sec.
Aquesta supererupció produïda en sòl italià es coneix com a Ignimbrita Campaniana, i caldria sumar-li una altra que es pogué produir de manera coetània a les muntanyes del Caucas. Aquesta situació podria haver portat una espècie d'hivern volcànic, on els núvols de cendra produïts per les diferents erupcions taparien els raigs del sol durant anys. Aquest canvi climàtic seria un factor determinant per a l'extinció del neandertal, si el sumem a altres factors com les seues menors capacitats cognitives, diferències anatòmiques o desavantatges a l'hora de caçar.

## Pràctica de l'endogàmia
L'endogàmia també se situa com un factor decisiu en la desaparició dels neandertals, sobretot si la relacionem amb altres possibles factors com argumenten una sèrie d'investigadors.
És difícil pensar en un únic causant de la desaparició dels neandertals; és molt més viable pensar en la suma d'una sèrie de factors tant ecològics com demogràfics. L'endogàmia possiblement es va dur a terme per la situació social dels neandertals en viure en grups reduïts i aïllats d'altres espècies. Això significaria la pràctica d'una endogàmia reiterada que donaria lloc a una modificació en la variabilitat genètica dels neandertals, aportant-los més feblesa.
Els resultats de les anàlisis de diverses restes de la cova d'El Sidrón corroboren la pràctica de l'endogàmia, amb la troballa de fins a dèsset anomalies congènites distribuïdes per tot el cos. Les restes òssies analitzades pertanyien a un grup familiar de 13 persones, i les anomalies detectades en aquest grup de neandertals concorda amb els estudis genètics realitzats a la cova de Vindija o les d'Altai, en què també es testimonia la pràctica d'endogàmia i, fins i tot, de consanguinitat.

## Canibalisme
El canibalisme va poder ser un factor important en la desaparició dels neandertals, com plantegen alguns investigadors. Els neandertals es pogueren veure forçats a la pràctica del canibalisme a causa d'una marcada escassetat de recursos pel canvi climàtic i l'arribada dels Homo sapiens a Europa datada de fa 40.000 anys.
La pràctica del canibalisme per part dels neandertals tindria una finalitat nutritiva i no ritual. Fins i tot les evidències trobades en diferents jaciments com El Sidrón, a Astúries, o el de Kaprina a Croàcia, assenyalen la possibilitat que foren caníbals de manera habitual, a causa d'aquesta falta d'aliment. El canibalisme seria practicat entre tribus rivals, la qual cosa incrementaria el factor de supervivència.
La pràctica del canibalisme també suposaria un augment de les malalties, a causa de l'ús de les mateixes eines tant per tallar parts malaltes del cos humà com per realitzar el consum caníbal.

## Consum de carn
L'excés de consum de carn podria ser clau en l'extinció dels neandertals: aquests necessitarien aproximadament un mínim de 4.000 calories diàries per a subsistir, i hi ha prou consens a afirmar que els neandertals recorrerien a la caça per cobrir aquesta despesa calòrica.
En relacionar el seu caràcter carnívor amb un canvi climàtic que significà la creació d'un nou paisatge estepari amb llargs períodes de fred durant el Paleolític superior, pogué ser un factor clau en la desaparició dels neandertals. El canvi climàtic provocaria una disminució de les principals fonts de carn dels neandertals, que solien ser grans mamífers; tot això va fer inviable la subsistència dels neandertals fa uns 40.000.
Els sapiens, malgrat haver conviscut amb ells durant 10.000 anys i haver sofert també les conseqüències del canvi climàtic, tingueren menys problemes a adaptar-se a una dieta més variada, amb vegetals, peix i marisc.